# Saint-Denis-en-Val
Saint-Denis-en-Val és un municipi francès, situat al departament del Loiret i a la regió de Centre – Vall del Loira. L'any 2007 tenia 7.184 habitants.

## Demografia

### Població
El 2007 la població de fet de Saint-Denis-en-Val era de 7.184 persones. Hi havia 2.641 famílies, de les quals 470 eren unipersonals (139 homes vivint sols i 331 dones vivint soles), 898 parelles sense fills, 1.149 parelles amb fills i 124 famílies monoparentals amb fills.
La població ha evolucionat segons el següent gràfic:
Habitants censats

### Habitatges
El 2007 hi havia 2.741 habitatges, 2.683 eren l'habitatge principal de la família, 15 eren segones residències i 43 estaven desocupats. 2.621 eren cases i 116 eren apartaments. Dels 2.683 habitatges principals, 2.195 estaven ocupats pels seus propietaris, 457 estaven llogats i ocupats pels llogaters i 32 estaven cedits a títol gratuït; 10 tenien una cambra, 61 en tenien dues, 246 en tenien tres, 666 en tenien quatre i 1.700 en tenien cinc o més. 2.376 habitatges disposaven pel capbaix d'una plaça de pàrquing. A 1.024 habitatges hi havia un automòbil i a 1.527 n'hi havia dos o més.

### Piràmide de població
La piràmide de població per edats i sexe el 2009 era:
| Homes | Edats   | Dones |
| ----- | ------- | ----- |
| 0     | 95 o +  | 16    |
| 0     | 90 a 94 | 52    |
| 24    | 85 a 89 | 40    |
| 4     | 80 a 84 | 24    |
| 48    | 75 a 79 | 88    |
| 104   | 70 a 74 | 76    |
| 188   | 65 a 69 | 168   |
| 152   | 60 a 64 | 160   |
| 188   | 55 a 59 | 200   |
| 276   | 50 a 54 | 348   |
| 316   | 45 a 49 | 236   |
| 356   | 40 a 44 | 368   |
| 320   | 35 a 39 | 316   |
| 180   | 30 a 34 | 256   |
| 92    | 25 a 29 | 136   |
| 140   | 20 a 24 | 164   |
| 276   | 15 a 19 | 316   |
| 368   | 10 a 14 | 356   |
| 256   | 5 a 9   | 280   |
| 172   | 0 a 4   | 140   |

## Economia
El 2007 la població en edat de treballar era de 4.719 persones, 3.461 eren actives i 1.258 eren inactives. De les 3.461 persones actives 3.273 estaven ocupades (1.620 homes i 1.653 dones) i 188 estaven aturades (92 homes i 96 dones). De les 1.258 persones inactives 442 estaven jubilades, 560 estaven estudiant i 256 estaven classificades com a «altres inactius».

### Ingressos
El 2009 a Saint-Denis-en-Val hi havia 2.747 unitats fiscals que integraven 7.437 persones, la mediana anual d'ingressos fiscals per persona era de 23.138 €.

### Activitats econòmiques
Dels 250 establiments que hi havia el 2007, 2 eren d'empreses extractives, 4 d'empreses alimentàries, 1 d'una empresa de fabricació de material elèctric, 10 d'empreses de fabricació d'altres productes industrials, 40 d'empreses de construcció, 52 d'empreses de comerç i reparació d'automòbils, 13 d'empreses de transport, 5 d'empreses d'hostatgeria i restauració, 4 d'empreses d'informació i comunicació, 6 d'empreses financeres, 15 d'empreses immobiliàries, 45 d'empreses de serveis, 35 d'entitats de l'administració pública i 18 d'empreses classificades com a «altres activitats de serveis».
Dels 62 establiments de servei als particulars que hi havia el 2009, 1 era una oficina de correu, 2 oficines bancàries, 8 tallers de reparació d'automòbils i de material agrícola, 1 taller d'inspecció tècnica de vehicles, 1 autoescola, 8 paletes, 11 guixaires pintors, 5 fusteries, 2 lampisteries, 3 electricistes, 10 perruqueries, 1 veterinari, 2 restaurants, 5 agències immobiliàries, 1 tintoreria i 1 saló de bellesa.
Dels 22 establiments comercials que hi havia el 2009, 1 era un hipermercat, 1 un supermercat, 1 una botiga de més de 120 m², 3 fleques, 2 carnisseries, 1 una botiga de congelats, 1 una peixateria, 2 botigues de roba, 1 una botiga d'equipament de la llar, 1 una sabateria, 1 una botiga de mobles, 1 un drogueria i 6 floristeries.
L'any 2000 a Saint-Denis-en-Val hi havia 46 explotacions agrícoles que ocupaven un total de 870 hectàrees.

## Equipaments sanitaris i escolars
Els 2 equipaments sanitaris que hi havia el 2009 eren farmàcies.
El 2009 hi havia 3 escoles maternals i 4 escoles elementals. Saint-Denis-en-Val disposava d'un col·legi d'educació secundària amb 454 alumnes.

## Poblacions properes
El següent diagrama mostra les poblacions més properes.